# Francis Delvaux
Pour les articles homonymes, voir Delvaux.
Francis Delvaux, né le 1er octobre 1948 à Grandmetz (province de Hainaut), est un auteur de bande dessinée et animateur de radio belge.

## Biographie
Francis Delvaux naît le 1er octobre 1948 à Grandmetz.

### En radio
Il est licencié de l'Institut des arts de diffusion à Bruxelles. Il entre au centre de production de Namur en 1971 de la RTB en s’occupant des dramatiques théâtrales et des feuilletons. De 1973 à 1975, il est à l’instigation aux côtés de Pierre Guyaut, de l'émission Impédance, la première émission rock de ce média. Il est producteur d’émissions de radio aussi différentes que Les Belges du bout du monde ou celles des Snuls sur les antennes de Radio 1 et Radio 2 — les ancêtres de La Première et de VivaCité. Il anime notamment Petits Miquets et Méchants Loups où il explore le rock, le blues, le jazz, les littératures populaires et la bande dessinée. Il est également programmateur et animateur sur Radio 21 et il devient chef d’antenne de La Première en 1996 avant de lancer des émissions de blues et de country dans les années 2000 sur Classic 21. Retraité depuis 2010, Francis Delvaux continue à veiller sur ses deux créations : Classic 21 Blues et le Blues Café dont Walter de Paduwa (en) assure la continuité.
En octobre 2015, il réalise sa dernière émission de Blues Café au Festival international du film francophone de Namur marquant ainsi 45 ans de fidélité à la RTBF.

### En bande dessinée
Il est par ailleurs président du jury du Festival de BD Durbuy et ce depuis sa création. Lorsque la radio lui laisse un peu de temps libre, il le partage entre la famille, les amis, la musique, la lecture et l'écriture. En 1988, il écrit le scénario d'une série policière Léo Tomasini pour le dessinateur Philippe Francq dont le premier tome Justive Divine est publié aux éditions Dargaud. L'année suivante, il écrit Et rops-la-boum, le second et dernier tome de cette série abandonnée à la suite du succès de Largo Winch. La série est traduite en néerlandais. Il revient une dernière fois à la bande dessinée avec la série Black Notes avec le récit Le Dernier Rebelle dont Ersel met en image son scénario publié aux Éditions Loup en 2000.

## Œuvres

### Albums de bande dessinée

#### Léo Tomasini
- 1. Justice divine, Dargaud, Paris, octobre 1988
Scénario : Francis Delvaux - Dessin : Philippe Francq - Couleurs : quadrichromie -  (ISBN 2871290466)
- 2. Et rops-la-boum, Dargaud, Paris, 1989
Scénario : Francis Delvaux - Dessin : Philippe Francq - Couleurs : quadrichromie -  (ISBN 287129058X)

#### Black Notes
- Le Dernier Rebelle, Éditions Loup, 2000
Scénario : Francis Delvaux - Dessin : Ersel - Couleurs : quadrichromie -  (ISBN 2-930283-12-2)

## Prix et distinctions
- 1989 :  prix de l'information BD décerné par la Chambre belge des experts en bande dessinée[8] pour ses émissions de radio.

#### Livres
: document utilisé comme source pour la rédaction de cet article.
- Jean Pirotte (dir.) et Luc Courtois, Du régional à l'universel. : L'imaginaire wallon dans la bande dessinée., Louvain-la-Neuve, Fondation wallonne Pierre-Marie et Jean-François Humblet, 1999, 310 p. (ISBN 978-2-9600072-3-7 et 2960007239, OCLC 1075833932), p. 217 lire sur Google Livres
- Jacques Fiérain, « Delvaux, Francis », dans La BD dans les provinces de Liège, Namur et Luxembourg, Charleroi, Éd. l'Âge d'or, 2004, 112 p., ill. ; 31 cm (ISBN 9782960019698, OCLC 470388297, présentation en ligne), p. 30.
- Philippe Mellot, Michel Denni, Laurent Turpin et Isabelle Morzadec, Trésors de la bande dessinée : BDM 2023-2024 - Catalogue encyclopédique et Argus, Paris, Les Arènes, novembre 2022, 23e éd., 1677 p., ill. ; 23 cm (ISBN 9791037507280, OCLC 1351462460, présentation en ligne), p. 168, 739. .

#### Articles
- B.L., « Quand le FIFF a le blues du lundi », L'Avenir,‎ 2 octobre 2013 (lire en ligne , consulté le 30 juillet 2023).

### Vidéographie
- [vidéo] « TMT en direct sur Classic 21 dans le Blues Café de Francis Delvaux », sur YouTube, (3 min 51 s), 18 mai 2011.